# Liubov Bruletova
Liubov Bruletova (n. 17 septembrie 1973, Ivanovo, RSFS Rusă, URSS) este o sportivă ce a reprezentat Rusia, medaliată olimpică. A participat la 2 ediții ale Jocurilor Olimpice (2000, 2004) în care a câștigat o medalie de argint.